# Orthopsyche anulmika
Orthopsyche anulmika is een schietmot uit de familie Hydropsychidae. De soort komt voor in het Australaziatisch gebied.